# Hochgestade westlich von Graben
Das Gebiet Hochgestade westlich von Graben ist ein vom Landrat in Karlsruhe durch Verordnung vom 31. August 1940 ausgewiesenes Landschaftsschutzgebiet auf dem Gebiet der Gemeinde Graben-Neudorf im Landkreis Karlsruhe.

## Lage und Beschreibung
Das 4,2 ha große Landschaftsschutzgebiet liegt südlich der Kreisstraße 3532 westlich von Graben. Es ist etwa 1,5 km lang und an der breitesten Stelle nur ca. 45 m breit. Naturräumlich gehört es zur Nördlichen Oberrhein-Niederung. 
Es umfasst eine bis zu 8 m hohe nord- bis westexponierte Böschung. Diese ist Teil des Hochgestade genannten Hochufers der Niederterrasse des Oberrheins. Der Hang wird auch als Wingertböschung bezeichnet und ist heute weitestgehend mit Gehölzen bewachsen. Der westliche Teil hat zwischenzeitlich Kronenschluss mit dem unterhalb angrenzenden Waldbestand. Naturschutzfachlich besonders wertvoll sind die alten Eichen, die den Baumbestand prägen.